# Hermandad de las Tres Caídas y Rosario (Granada)
La Hermandad de Nuestro Padre Jesús de las Tres Caídas y Nuestra Señora del Rosario en sus Misterios Dolorosos  conocida popularmente como Hermandad de las Tres Caídas, es una cofradía de penitencia de la ciudad española de Granada.
Procesiona en la tarde del Miércoles Santo para realizar estación de penitencia a la catedral de Granada

## Historia
La hermandad nació en torno a la Virgen del Rosario Coronada, copatrona de Granada, con el objeto de procesionar a la imagen de gloria en la Semana Santa. En otoño de 1927 se fundó oficialmente y empezó a procesionar el Sábado de Gloria tras el Dulce Nombre de Jesús, la conocida procesión de «Los Facundillos». La imagen fue la primera en procesionar bajo palio en la Semana Santa granadina. 
El 8 de julio de 1953 obtuvo estatutos propios pasando a ser una cofradía de penitencia y pasando a procesionar el Martes Santo. En el año 1948 procesiona por primera vez una imagen de Cristo. La talla era la de un cristo atado a la columna que acompañó a la Virgen hasta el año 1954. La incorporación de Jesús de las Tres Caídas tiene lugar en el año 1961, último año en que procesionaría la Virgen del Rosario, que sería coronada canónicamente el 14 de mayo del mismo año. Ese mismo año los Dominicos deciden que la imagen de la Virgen del Rosario deje de procesionar en Semana Santa. El Cristo es custodiado durante el año en el Monasterio de Santa Isabel la Real del Albaicin pero se traslada a la iglesia de Santo Domingo durante la cuaresma. En el año 1985 se incorpora la nueva imagen dolorosa, advocada Nuestra Señora del Rosario en sus Misterios Dolorosos, obra del escultor granadino Miguel Zúñiga Navarro.

## Titulares

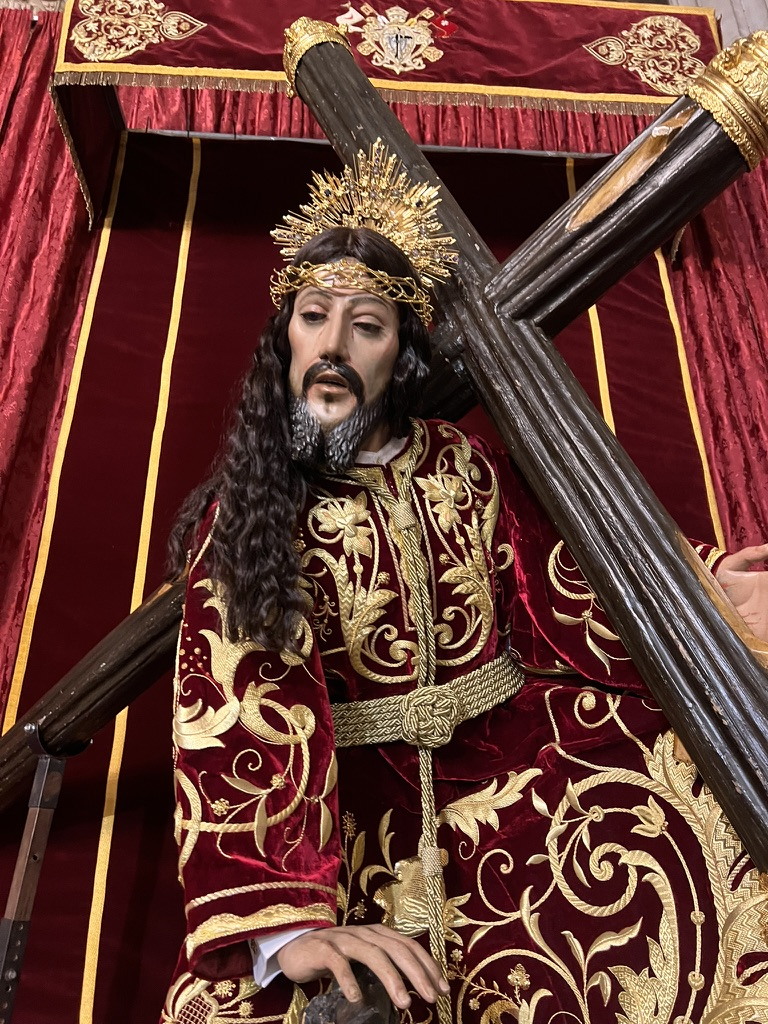
Ntro. P. Jesús de las Tres Caídas (Granada) en el altar de cultos del Triduo de 2024 en la Iglesia de Santa Cruz la Real.

### Nuestro Padre Jesús de las Tres Caídas
Es una talla anónima del siglo XVII de un nazareno cargando la cruz sobre el hombro. Representa la tercera caída de Cristo apoyando la mano sobre una piedra. La vestimenta procesional es de una túnica morada bordada y nimbo con corona de espinas. 
La sagrada imagen del Muy Antiguo y Milagroso Señor de las Tres Caídas corresponde a la iconografía que representa a Jesús Nazareno, camino del Calvario, al caer por tercera vez ayudado a portar la cruz por Simón de Cirene. La más antigua representación, de este pasaje de la pasión, la vemos en un sarcófago del siglo IV que se conserva en el museo Laterano de Roma y que en Granada nos viene de la celebración, muy extendida en su momento, del viacrucis. Talla anónima, es posible que del taller o circulo próximo a Pedro de Mena. Única en el catálogo de la imaginería granadina por su representación y personal línea estilística.
Es imagen de vestir que hinca su rodilla derecha en tierra, apoyando esa misma mano, sobre una rocalla. La pierna izquierda la presenta flexionada, en ademán de levantarse y abraza la cruz con la mano correspondiente. El cuerpo lo vence a su derecha, hacia donde gira la cabeza, de pelo natural, barba bífida y penetrante mirada. Le distingue el uso de corona de espinas con nimbo, en plata, que señala su dignidad, santidad y realeza.
Jesús de las Tres Caídas comienza a recibir culto, mediado el s. XVII, en el claustro del convento de San Francisco “Casa Grande”. Pasa a ser titular de la hermandad gremial de los Cocheros, hacia 1680; siendo procesionado por horquilleros, en el primer paso de los conocidos como de misterio, haciendo conjunto con las tallas de Simón de Cirene y un legionario romano. El fervor de los granadinos por esta piadosa imagen llega a ser tal que se le erige capilla propia, de dimensiones tales que se confundía con la principal del Convento.
Con la desamortización, la hermandad de los Cocheros pasa al cenobio albaicinero de Santa Isabel la Real, para finalmente extinguirse. No así el fervor al Señor Caído que, siempre presente en la memoria devocional granadina, sería motivo de nuevas fundaciones o reclamado para su participación en los “Entierros Antológicos” celebrados en los años 1881, 1908, 1909 y 1910. En años posteriores, como en 1913, sale en Domingo de Ramos por el barrio del Albaicín; y en 1959, en un nuevo intento por hacerle una cofradía, procesiona con la de los Favores. La sensibilidad cofrade del barrio del Realejo, lo recupera definitivamente, al tomarlo por Titular, desde 1961, la hermandad de Ntra. Sra. del Rosario. A pesar de ello, el Señor, continua recibiendo culto en el convento albaicinero, desde donde se traslada, cada segundo domingo de cuaresma, en un devoto y multitudinario víacrucis a la sede canónica de la Hermandad, para la Estación de Penitencia del Miércoles Santo.
En 2006, se le somete a una intervención de consolidación y sujeción a la peana, así como limpieza de policromía y recuperación de diversos elementos deteriorados que llevó a cabo Francisco Marín Cruces.
En la actualidad el misterio lo forman, en igual disposición al original del s. XVII, esculturas del imaginero Antonio Bernal, procesionando sobre paso de madera en estilo barroco de la firma de Guzmán Bejarano y sobredorado por Cecilio Reyes. Carga cruz arbórea que tallara Zúñiga Navarro, con cantoneras sobredoradas de orfebrería Ríos. Cuenta con túnicas bordadas, al realce, en terciopelo morado por el taller de García y Poo; y en cardenal por las Comendadoras de Santiago, siguiendo diseño de Eloy Téllez y la más reciente bordada en oro fino sobre terciopelo de seda rojo oscuro y diseño asimétrico con motivos vegetales, elaborada en el taller de José Manuel Martínez Hurtado con diseño del hermano de la corporación Álvaro Abril Vela, estrenada el 14 de octubre de 2024 en la Magna Procesión de Clausura del XXXIV Encuentro Nacional de Cofradías de Granada.

#### Paso de Misterio

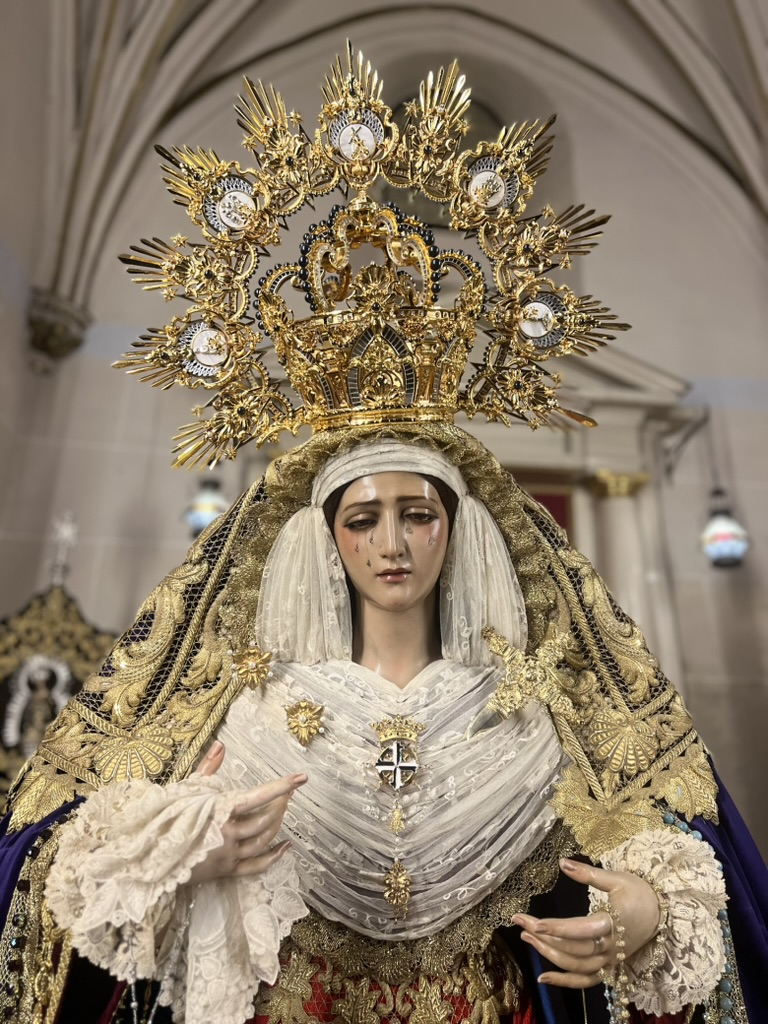
Ntra. Sra. del Rosario en sus Misterios Dolorosos. Granada

La talla completa del paso de misterio es del taller de Guzmán Bejarano. Las cartelas son de Dolores León. Cecilio Reyes fue el encargado de dorar el paso. Las imágenes secundarias del misterio son un romano obra de Antonio Bernal (2005) y un cirineo (2006) obra del mismo autor que el romano. 
El acompañamiento musical hasta 2025 ha sido por la Banda de Cornetas y Tambores Nuestro Padre Jesús del Gran Poder, antiguamente acompañaba la Banda de Cornetas y Tambores Nuestro Padre Jesús de las Tres Caídas, de la propia hermandad, la cual pausó su actividad en diciembre de 2021. A partir de la Semana Santa de 2026 el acompañamiento musical correrá a cargo de la Banda de Cornetas y Tambores de Ntra. Sra. del Rosario de Arriate.

### Nuestra Señora del Rosario en sus Misterios Dolorosos
Dolorosa realiza por Miguel Zúñiga en 1985. En el año 1995 Hernández León de Villareal la remodeló. En el 2004 Antonio Bernal Redondo la remodeló y la reencarnó e hizo un nuevo juego de manos. Las manos se encuentran separadas una para sujetar el rosario y otra para sujetar el manípulo. La vestimenta procesional está compuesta por saya, corona, puñal, manto y toca de sobremanto. Se muestra en posición frontal con una muy leve inclinación de cabeza, hacia la derecha; boca entre abierta y cinco lágrimas que perlan sus morenas mejillas, dos en la izquierda y tres en la derecha. Tiene una altura de 1,65 cm. 

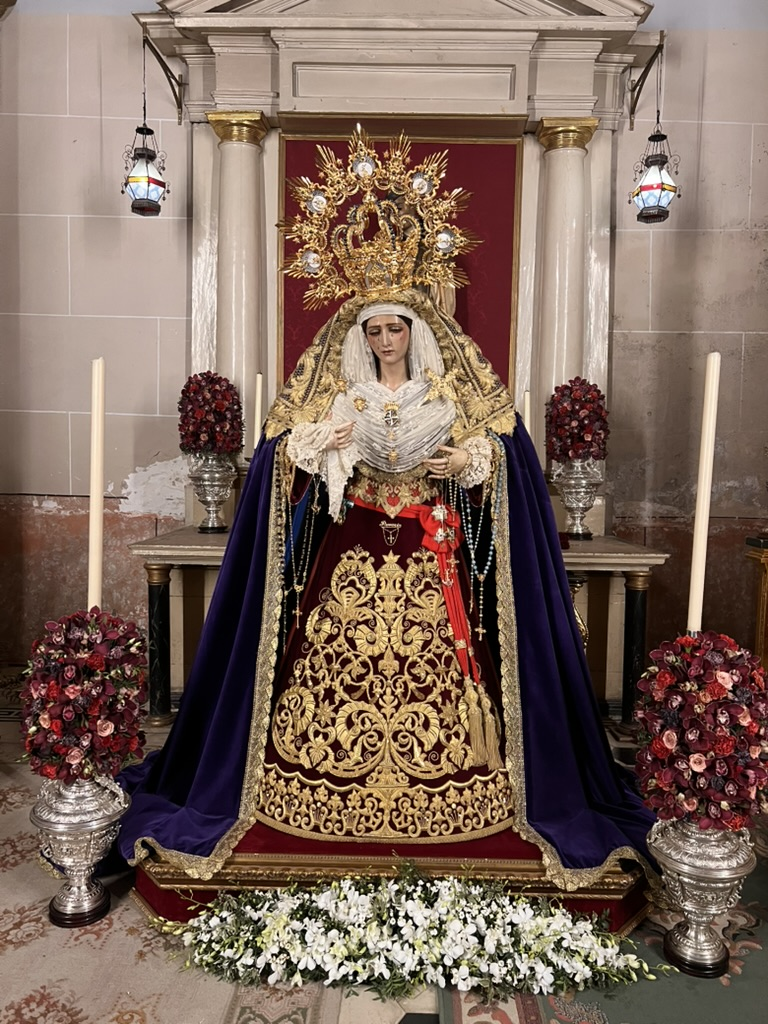
Ntra. Sra. del Rosario en sus Misterios Dolorosos dentro de la Iglesia de Santa Cruz la Real

Fue bendecida el 8 de marzo de 1986, festividad de San Juan de Dios, y procesionada desde la Semana Santa de ese mismo año. Es sometida a restauración en 1994 por el escultor Hernández León que, a la par, le talla un nuevo busto y juego de manos. Se celebra su presentación, durante la cuaresma de 1995, en el convento de Santa Isabel la Real; trasladándose en solemne viacrucis, junto al Muy Antiguo y Milagroso Señor de las Tres Caídas, hasta Sto. Domingo, donde recibe culto. En 2004 vuelve a ser intervenida, en esta ocasión, por el imaginero cordobés Antonio Bernal que, definitivamente, le imprime y consolida la destacada personalidad y dulzura de los rasgos de su arrebatadora belleza.

#### Paso de Palio
Procesiona bajo palio, primero que hubiera en nuestra Semana Santa, que destaca por su completa y bien trabajada orfebrería salida de los talleres de “Orfebrería Triana” los respiraderos; “Orfebrería Mallol” la peana y brazos de cola; siendo el resto de “Orfebrería Andaluza Manuel de los Ríos”. El bordado, en oro al realce, tanto bambalinas, techo de palio y el propio manto de la Señora, son diseño de Manuel Guzmán Bejarano, ejecutado en los bastidores del taller de “García y Poo”. Cuenta con un destacado juego de sayas bordadas al realce y un completo ajuar. Corona sus sienes, presea en plata de ley sobredorada, repujada y cincelada por “Orfebrería Villarreal”.

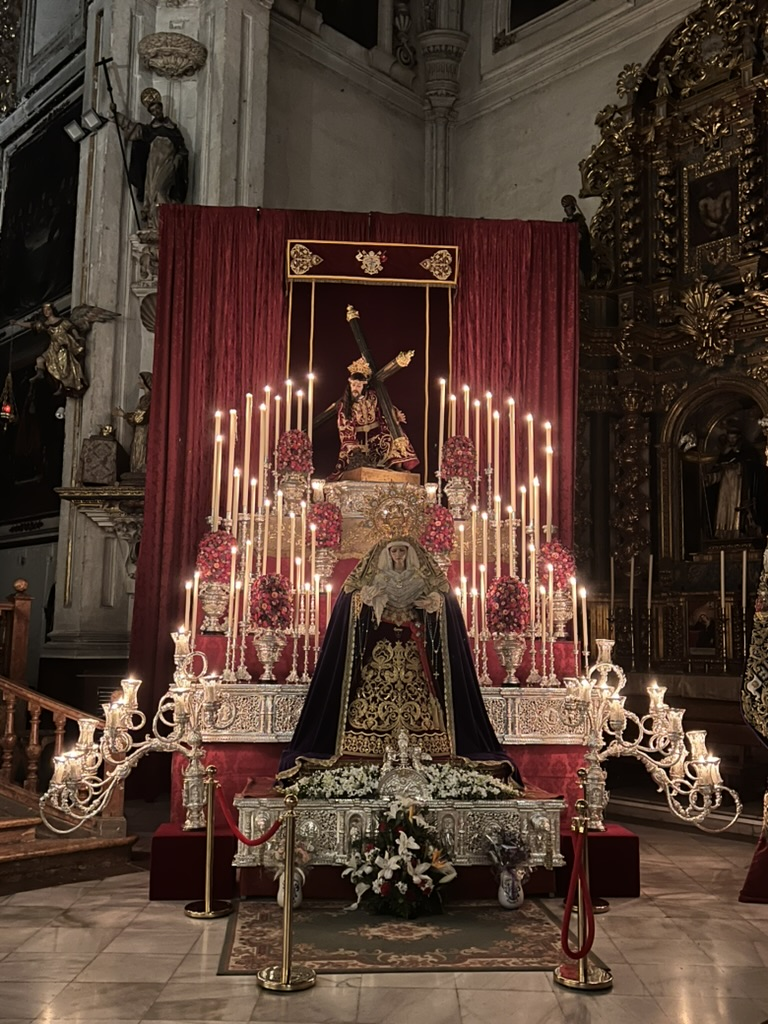
Altar de cultos para Tríduo y Función Principal. Cuaresma 2025

## Hermanos Mayores
| NOMBRE Y APELLIDOS                              | MANDATO      |
| ----------------------------------------------- | ------------ |
| Enrique Moreno Agrela                           | 1927-1929    |
| José M. Martín Lagos                            | 1928-1931    |
| (sin hermano mayor)                             | 1932-1934    |
| Genaro Rodríguez                                | 1934-1944    |
| Inocencio Romero de la Cruz                     | 1944         |
| Manuel Martínez Vílchez                         | 1946-1951    |
| Alfredo Ramón Laca Primo                        | 1951-1954    |
| José Martínez Ferrol                            | 1954-1959    |
| Serafín López-Cuervo Arroyo                     | 1959-1960    |
| José Gómez Sánchez-Reina                        | 1960         |
| José del Castillo Santiago                      | 1961-1964    |
| Miguel Serrano Castillo                         | 1964-1970    |
| Enrique A. Ceres Ruiz                           | 1971-1974    |
| Juan Manuel Cobo Torres                         | 1975-1978    |
| (sin hermano mayor)                             | 1979-1980    |
| José Ocaña Carmona                              | 1980-1984    |
| Manuel Gómez Fernández                          | 1985-1986    |
| José Manuel López-Barajas Raya                  | 1986-1989    |
| Juan de Dios Morillas Villanueva (en funciones) | 1986         |
| Antonio López Martín                            | 1989-1996    |
| José Francisco Castro Medina                    | 1997-        |
|                                                 |              |
|                                                 |              |
| José Luis Contreras                             |              |
| Jorge González Gijosa                           |              |
| Fernando Coronel Serrano                        | 2021-2025    |
| Antonio Martín Rubio                            | 2025- actual |

| Predecesor: Cofradía de Penitencia de Nuestro Padre Jesús de la Paciencia y María Santísima de las Penas | Orden de entrada en la carrera oficial (Miércoles Santo) Cuarto lugar | Sucesor: Hermandad de Nuestro Padre Jesús Nazareno y María Santísima de la Merced |

## Marchas dedicadas
- Nuestra Señora del Rosario (L. Megías) -
- Las Tres Caídas (L. Megías)
- Tercera Caída en Granada (A. Velasco)
- Rosario (M. Martín Molinero)
- Rosario en Santo Domingo (Melchor Perelló Lavilla)
- Rosario es tu Realejo y Al Cielo Tres Caídas ( Manuel Jesús Guerrero)
- Rosario, Señora del Realejo (Francisco Javier Alonso Delgado)
- Madre y Reina del Rosario (Juan Antonio Barros Jódar)
- Señorita del Realejo (Santiago Jesús Otero Vela)
- Caído bajo la Cruz (A. M. García Bernández)
- Ntro. Padre Jesús de las Tres Caídas (Juan Antonio Barros Jódar)
- Madre del Rosario (Francisco Higuero Rosado)
- Al compás de Tus rosarios (Alberto Barea Tejada)